# Volba rektora Českého vysokého učení technického
Rektora ČVUT navrhuje (terminologicky nesprávně volí) na jmenování prezidentem Akademický senát ČVUT, a to v souladu s vysokoškolským zákonem. Do roku 2005 bylo funkční období tříleté, od téhož roku je čtyřleté, přičemž rektor může vykonávat funkci pouze dvě funkční období za sebou.

## leden 1990
Po společenských změnách v roce 1989 byl prvním porevolučním rektorem ČVUT 19. ledna 1990 jmenován Stanislav Hanzl a nahradil tak elektrotechnika Jiřího Klímu, který byl rektorem od roku 1979.
| Kandidát                         | Fakulta | Hlasů | Výsledek |
| -------------------------------- | ------- | ----- | -------- |
| prof. Ing. Stanislav Hanzl, CSc. | FS      | ?     | zvolen   |
| ?                                |         |       |          |

## prosinec 1990
První oficiální volba rektora ČVUT se konala v prosinci 1990, kdy byl ve funkci potvrzen stávající rektor Stanislav Hanzl.
| Kandidát                         | Fakulta | Hlasů | Výsledek |
| -------------------------------- | ------- | ----- | -------- |
| prof. Ing. Stanislav Hanzl, CSc. | FS      | ?     | zvolen   |
| ?                                |         |       |          |

## 1993
V roce 1993 úspěšně obhájil svůj mandát první porevoluční rektor Stanislav Hanzl proti jedinému protikandidátovi, kterým byl jaderný chemik a stávající prorektor pro zahraniční styky Jan John. Hanzl získal 30 ze 32 hlasů.
| Kandidát                         | Fakulta | Hlasů | Výsledek |
| -------------------------------- | ------- | ----- | -------- |
| prof. Ing. Stanislav Hanzl, CSc. | FS      | 30    | zvolen   |
| doc. Ing. Jan John, CSc.         | FJFI    | 1     |          |

## 1996
Ve volbách v roce 1996 se volil nástupce Stanislava Hanzla na pozici rektora po Hanzlovo náhlém úmrtí. Nástupcem se stal Petr Zuna.
| Kandidát                                      | Fakulta | Hlasů | Výsledek |
| --------------------------------------------- | ------- | ----- | -------- |
| prof. Ing. Petr Zuna, CSc., D.Eng.h.c., FEng. | FS      | ?     | zvolen   |
| ?                                             |         |       |          |

## 1999
V roce 1999 Petr Zuna obhajoval svou funkci rektora i na další volební období, nicméně funkci neobhájil a rektorem se stal Jiří Witzany.
| Kandidát                                      | Fakulta | 1. kolo | 2. kolo | Výsledek |
| Kandidát                                      | Fakulta | Hlasů   | Hlasů   | Výsledek |
| --------------------------------------------- | ------- | ------- | ------- | -------- |
| prof. Ing. Ladislav Musílek, CSc.             | FJFI    | ?       | ?       |          |
| Prof. Ing. Jiří Witzany, DrSc.                | FSv     | ?       | ?       | zvolen   |
| prof. Ing. Petr Zuna, CSc., D.Eng.h.c., FEng. | FS      | ?       | ?       |          |

## 2002
Ve volbě v roce 2002 se rozhodovalo mezi čtyřmi kandidáty, přičemž Jiří Witzany post rektora obhajoval a nakonec i obhájil.
| Kandidát                                      | Fakulta | Hlasů | Výsledek |
| --------------------------------------------- | ------- | ----- | -------- |
| prof. Ing. Václav Havlíček, CSc.              | FEL     | ?     |          |
| prof. Ing. Petr Moos, CSc.                    | FD      | ?     |          |
| Prof. Ing. Jiří Witzany, DrSc.                | FSv     | ?     | zvolen   |
| prof. Ing. Petr Zuna, CSc., D.Eng.h.c., FEng. | FS      | ?     |          |

## 2005
Volby rektora v roce 2005 byly jako jediné dvoufázové, neboť během prvních čtyřech kol žádný ze šesti kandidátů nezískal potřebný nadpoloviční počet hlasů. Po 5 týdnech se tedy volby opakovaly, kdy v druhém kole byl zvolen Václav Havlíček, který kandidoval již v předcházejících volbách v roce 2002.
| Kandidát                                      | Fakulta | 1. kolo | 2. kolo | 3. kolo | 4. kolo | Výsledek                |
| Kandidát                                      | Fakulta | Hlasů   | Hlasů   | Hlasů   | Hlasů   | Výsledek                |
| --------------------------------------------- | ------- | ------- | ------- | ------- | ------- | ----------------------- |
| prof. Ing. Václav Havlíček, CSc.              | FEL     | 7       | -       | 13      | 20      | nezvolen žádný kandidát |
| prof. Ing. Vladimír Kučera, DrSc., Dr.h.c.    | FEL     | 4       | -       | 3       | -       | nezvolen žádný kandidát |
| prof. Ing. Ladislav Musílek, CSc.             | FJFI    | 2       | -       | 3       | -       | nezvolen žádný kandidát |
| prof. Ing. František Vejražka, CSc.           | FEL     | 11      | 6       | 6       | -       | nezvolen žádný kandidát |
| prof. RNDr. Miroslav Vlček, DrSc.             | FD      | 4       | -       | 3       | -       | nezvolen žádný kandidát |
| prof. Ing. Petr Zuna, CSc., D.Eng.h.c., FEng. | FS      | 11      | 14      | 8       | 5       | nezvolen žádný kandidát |

| Kandidát                                      | Fakulta | 1. kolo | 2. kolo | Výsledek |
| Kandidát                                      | Fakulta | Hlasů   | Hlasů   | Výsledek |
| --------------------------------------------- | ------- | ------- | ------- | -------- |
| prof. Ing. Václav Havlíček, CSc.              | FEL     | 18      | 28      | zvolen   |
| prof. Ing. Vladimír Kučera, DrSc., Dr.h.c.    | FEL     | 3       | -       |          |
| MUDr. Ing. Lubomír Poušek, MBA                | FBMI    | 1       | -       |          |
| prof. Ing. František Vejražka, CSc.           | FEL     | 8       | 11      |          |
| prof. RNDr. Miroslav Vlček, DrSc.             | FD      | 4       | -       |          |
| prof. Ing. Petr Zuna, CSc., D.Eng.h.c., FEng. | FS      | 6       | -       |          |

## 2009
Stávající rektor Václav Havlíček svou funkci v těchto volbách obhajoval, jediným protikandidátem byl František Vejražka, který vypadl v druhém kole. Avšak ani ve třetím kole, kde byl Havlíček sám, nedosáhl na potřebný nadpoloviční počet hlasů, což se stalo až v kole čtvrtém, kde Havlíček získal 24/45 hlasů (potřebných bylo 23) a stal se tak rektorem i pro další funkční období.
|                                     |         | 1. kolo | 2. kolo | 3. kolo | 4. kolo | Výsledek |
| Kandidát                            | Fakulta | Hlasů   | Hlasů   | Hlasů   | Hlasů   | Výsledek |
| ----------------------------------- | ------- | ------- | ------- | ------- | ------- | -------- |
| prof. Ing. Václav Havlíček, CSc.    | FEL     | 16      | 18      | 18      | 24      | zvolen   |
| prof. Ing. František Vejražka, CSc. | FEL     | 16      | 16      | -       | -       |          |

## 2013
V roce 2013 již nemohl dosavadní rektor Václav Havlíček kandidovat, tudíž na kandidátce chyběl. Kandidáti byli celkem dva a již v prvním kole vyhrál Petr Konvalinka. Jeho protikandidát, Vojtěch Petráček, se stal jeho prorektorem, nicméně o rok později ho Konvalinka z této funkce odvolal.
| Kandidát                          | Fakulta | Hlasů | Výsledek |
| --------------------------------- | ------- | ----- | -------- |
| prof. Ing. Petr Konvalinka, CSc.  | FSv     | 31    | zvolen   |
| doc. RNDr. Vojtěch Petráček, CSc. | FJFI    | 11    |          |

## 2017
Ve volbě rektora v roce 2017 se sešlo 5 kandidátů a hlasovalo se v celkem pěti kolech; dosavadní rektor Petr Konvalinka byl vyřazen ve čtvrtém kole. Rektorem byl zvolen v pátém kole jaderný fyzik a bývalý prorektor Vojtěch Petráček (kandidující již během předchozích voleb), a to nejtěsnější možnou většinou 23/45 hlasů.
| Kandidát                               | Fakulta | 1. kolo | 2. kolo | 3. kolo | 4. kolo | 5. kolo | Výsledek |
| Kandidát                               | Fakulta | Hlasů   | Hlasů   | Hlasů   | Hlasů   | Hlasů   | Výsledek |
| -------------------------------------- | ------- | ------- | ------- | ------- | ------- | ------- | -------- |
| prof. Ing. Alena Kohoutková, CSc.      | FSv     | 7       | 6       | -       | -       | -       |          |
| prof. Ing. Petr Konvalinka, CSc. FEng. | FSv     | 15      | 15      | 16      | 18      | -       |          |
| prof. Dr. Michal Pěchouček, MSc.       | FEL     | 7       | 11      | 14      | -       | -       |          |
| doc. RNDr. Vojtěch Petráček, CSc.      | FJFI    | 13      | 13      | 15      | 22      | 23      | zvolen   |
| prof. Ing. Pavel Tvrdík, CSc.          | FIT     | 3       | -       | -       | -       | -       |          |

## 2021
Ve volbě rektora na podzim 2021 byl kandidátem pouze stávající rektor jaderný fyzik Vojtěch Petráček, který neměl protikandidáta. Byl zvolen AS ČVUT na svém 22. zasedání dne 27. října 2021 30 ze 45 hlasy (minimum potřebných hlasů bylo 23).
| Kandidát                          | Fakulta | Hlasů | Výsledek |
| --------------------------------- | ------- | ----- | -------- |
| doc. RNDr. Vojtěch Petráček, CSc. | FJFI    | 30    | zvolen   |

## 2025
Volba rektora, konaná na podzim 2025, měla určit rektora ČVUT s funkčním obdobím 2026–2030. Kvůli odvolání stávajícího rektora Vojtěcha Petráčka v květnu 2025 vznikly snahy o urychlení procesu volby v rámci zákonných možností.
| Kandidát                         | Fakulta | Hlasů | Výsledek |
| -------------------------------- | ------- | ----- | -------- |
| Ing. Radek Holý, Ph.D.           | FD      |       |          |
| prof. Mgr. Petr Páta, Ph.D.      | FEL     |       |          |
| prof. Dr. Michal Pěchouček, MSc. | FEL     |       |          |

### Související stránky
- Seznam rektorů Českého vysokého učení technického
- Akademický senát ČVUT